# True Symphonic Rockestra
A True Symphonic Rockestra a rockzene és az opera műfaját keresztező, 2006-ban alakult együttes.
Tagjai: James LaBrie (Dream Theater), Thomas Dewald, Vlagyimir Grisko, Dirk Ulrich, Christopher Jesidero, Sandro Martinez, Paul Mayland és Marvin Philippi.
Az ötlet, hogy az opera és a rock műfaja keresztezve legyen, már 2000-ben felmerült James LaBrie fejében. 2006-ban valóra is vált ez az elképzelés. Megalakulásuk története ismeretlen.
A "True Symphonic Rockestra" eddig egy nagylemezt jelentetett meg, a Brainrox Records és a Marinsound Records kiadók gondozásában.

## Diszkográfia
- Concerto in True Minor (2008, stúdióalbum)

## Tagok
- James LaBrie - Rock Tenor
- Vlagyimir Grisko - Opera Tenor
- Thomas Dewald - Opera Tenor

## További tagok
- Dirk Ulrich - gitár
- Christopher Jesidero - hegedű
- Sandro Martinez - gitár
- Paul Mayland - dobfelszerelés
- Marvin Philippi - basszusgitár